# 目標指示装置 (WES)

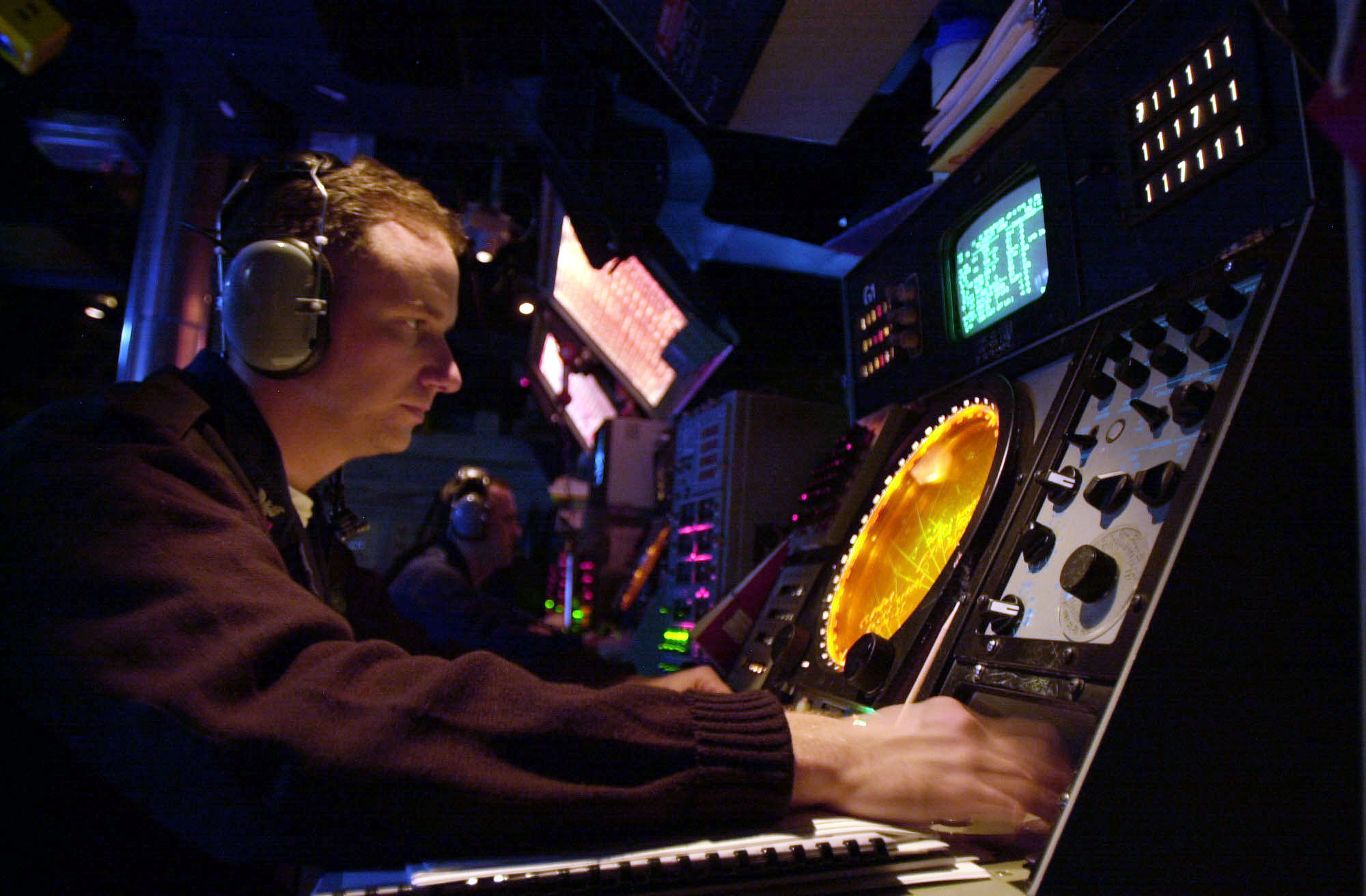
OJ-194/UYA-4コンソール
(※写真は米艦搭載の同型機)

目標指示装置（英語: Weapon Entry System、WES）は、RCA社・スペリー-UNIVAC社が海上自衛隊向けに開発した艦載用戦術情報処理装置。デジタルコンピュータを用いて、レーダーなどから得られた目標の情報を管理し、必要に応じて射撃指揮システム（FCS）に転送する。
海上自衛隊でOYQ-1として採用されて「たちかぜ」（46DDG）に搭載され、小改正型のOYQ-2は「あさかぜ」（48DDG）に搭載された。一方、続く「さわかぜ」（53DDG）では設計を全面的に刷新して機能を強化したOYQ-4に変更されており、後にOYQ-1, 2もこれと同等程度まで強化されてOYQ-1B, 2Bと改称された。

## 来歴
海上自衛隊では、昭和35年（1960年）度計画で、初のDDGとして「あまつかぜ」（35DDG）を建造した。同艦の対空戦能力は極めて高く評価されたものの、他の護衛艦と比べて極めて高価でもあったため、2隻目のDDGはなかなか実現しなかった。その後、11年後の昭和46年（1971年）度計画で、やっと2隻目のDDGの建造が実現することになった。
「あまつかぜ」はアナログ式のターター・システムを備えており、目標指示装置（WDS Mk.4）もアナログコンピュータを使用していた。しかし昭和46年度計画DDG（46DDG）の建造時点で、既にWDS Mk.4は陳腐化しており、アメリカ海軍でもその代替を模索している状況であった。このことから、46DDGでは、アメリカ側の打診に応じて、海軍戦術情報システム（NTDS）の技術を応用してデジタルコンピュータを採用したシステムが搭載されることになった。
アメリカ海軍の監督の下、主契約会社としてシステム全体をRCA社が、デジタル・コンピューターのソフトウェアをスペリー-UNIVAC社が担当し、開発されたのが本機である。プログラムに関しては1974年にNAVSECに受領されたのち、対外有償軍事援助（FMS）で海自が購入するかたちとなっている。

## 構成
上記の経緯より、本機は、基本的にはアナログコンピュータを用いていたWDSをもとに、NTDSの技術を応用したデジタルコンピュータを使用するように再設計したものとなっている。コンピュータについて、防衛庁内局（装備局）はコスト低減の観点から国産品の採用を提案したが、当時、所要の性能を備えたコンピュータは国内に存在せず、新規開発が必要となることから、研究開発期間と性能面のリスクを考慮して、参事官会議を経て米軍採用品の採用が決定された。ソフトウェアはNTDSのものと酷似しているものの、建前上、アメリカ海軍は同じものはリリースできないことになっていたことから、上記の通り、海自がUNIVAC社にWESプログラム作成を注文するかたちとなった。プログラミング言語としてはCS-1を使用した。
OYQ-1の当初の主な構成機器は下記の通りであった。
- 電子計算機 - CP-642B/USQ-20(V)×1基[11]
- TDSコンソール - OJ-194(V)3/UYA-4×6基[11]
  - 追尾員用×3基
    - 対空目標追尾員（Air Detection and Tracker: ADT）
    - 水上目標追尾員（Surface Detection and Tracker: SDT）
    - 追尾監理員（Track Supervisor: Track-SUP）

  - 管制官用×3基
    - 武器管制官（Ship Weapon Coordinator: SWC）
    - 射撃指揮装置管制官（Director Assignment Controller: DAC）
    - ミサイル・ランチャー管制官（Weapon Assignment Controller: WAC）
- HT/SZ（Height/Size）コンソール - OA-7980A/UYA-4(V)[11]

また48DDG「あさかぜ」 では、司令部用として大型のOJ-197/UYA-4コンソール1基が追加されたほか、三次元レーダー用のHT/SZコンソールが汎用のOJ-194/UYA-4に変更され、システム区分はOYQ-2となった。
運用においては、目標探知から攻撃に至るまで、下記のような段階を踏んで行われる。
脅威評価（Threat evaluation）
まずAN/SPS-52 3次元レーダーの情報がWESに取り込まれるとともに、各追尾員がOPS-11対空捜索レーダーやOPS-16/18対水上捜索レーダーの目標情報を入力する。WESが各目標の脅威度を算出し、これをもとに、武器管制官（SWC）が脅威の最終評価およびそれぞれに対する攻撃可否の判定を行う。
武器管制（Weapons assignment）
武器管制官（SWC）の指示に従い、脅威度の高い目標から攻撃を開始する。射撃指揮装置管制官（DAC）が射撃指揮装置（FCS）を目標に指向・捕捉して、ミサイル・ランチャー管制官（WAC）がMk.13ミサイル発射機あるいは54口径5インチ単装速射砲をFCSに割り当てる。目標が射程内に入った時点で射撃開始、攻撃結果を判定して、再攻撃または攻撃終了・次の目標への攻撃に移行することになる。
なお上記の経緯により、本機はNTDSの技術を応用したものではあるが、特に戦術データ・リンクの機能を持たないためにNTDSそのものとは看做されず、WESと称されるようになったという経緯がある。CP-642Bコンピュータにおいて、データ・リンクとのインターフェースも将来装備として考慮されてはいたものの、性能的にはそのような機能を付加する余地はなく、また海自側もあくまでWDSの置き換え用としての構想に留まっていたため実際には要求することはなく、実現には至らなかった。

## 運用史
上記の通り、OYQ-1は「たちかぜ」（46DDG）に、また小改正型のOYQ-2は「あさかぜ」（48DDG）に搭載された。またアメリカ海軍では、WESや西ドイツ海軍向けのSATIR-Iの成功を受けて、自国のチャールズ・F・アダムズ級ミサイル駆逐艦向けにJPTDS（Junior Participating Tactical Data System）を開発した。
WESの導入は、海自のCDSソフトウェアの維持管理体制の整備へとつながっていった。護衛艦用CDSのほかにも、潜水艦および機雷戦艦艇へのCDSの導入などが進められたが、これらの基本的な考え方もWESで確立されたものであった。海自では、これらに続く「さわかぜ」（53DDG）でも引き続きWESを搭載する予定としていたが、アメリカ海軍からの助言を受け、JPTDSの技術を利用して電子計算機をAN/UYK-7に更新、プログラムもNTDS mod.4に準じて更新、リンク 11にも対応した発展型に変更し、システム区分をOYQ-4に変更して「戦闘指揮システム」（CDS）と称するようになった。またOYQ-1・2についてもこれと同等の性能を備えるようにアップグレードが行われており、「たちかぜ」のOYQ-1は1989年2月から9月、「あさかぜ」のOYQ-2は1989年12月から1990年6月に改修を受けて、それぞれ形式名はOYQ-1BとOYQ-2Bに変更された。これらの改修によって計算機・ソフトウェアはいずれも換装されて、WESはその任務を終えた。